# سیارک ۲۶۵۳۰
سیارک ۲۶۵۳۰ (به انگلیسی: 26530 Lucferreira، نامگذاری:2000CY96)۲۶۵۳۰مین سیارک کشف شده‌است که در ۰۶ فوریه ۲۰۰۰ کشف شد.